# THEMIS
Time History of Events and Macroscale Interactions during Substorms (THEMIS), NASA-ina misija koja se izvorno sastojala od jednakih pet sondi namijenjenih proučavanju suboluja - oslobađanja energije iz Zemljine magnetosfere. Od 2011., sonde P1 i P2 nalaze se u orbiti oko Mjeseca.